# Zwitserland op het Eurovisiesongfestival 2005
Zwitserland nam deel aan het  Eurovisiesongfestival 2005, gehouden in Kiev, Oekräine. Het was de 46ste deelname van het land.

## Selectieprocedure
In tegenstelling tot het vorige jaar, koos men dit jaar voor een interne selectie.
Men koos uiteindelijk voor de groep Vanilla Ninja met het lied Cool Vibes.

## In Kiev
Zwitserland moest als 19de aantreden op het festival in de halve finale, net na Andorra en voor Kroatië. Op het einde van de avond bleek dat ze op de achtste plaats waren geëindigd met 114 punten.
Men ontving 1 keer het maximum van de punten.
Nederland en België hadden geen punten over voor deze inzending.
In de finale moest men als 22ste aantreden, net na Bosnië-Herzegovina en voor Letland. Op het einde van de avond bleek dat ze op de achtste plaats waren geëindigd met 128 punten.
Men ontving 2 keer het maximum van de punten.
Nederland en België hadden geen punten over voor deze inzending.

### Gekregen punten

#### Halve Finale
| 12 punten                   | 10 punten | 8 punten                                                                   | 7 punten | 6 punten              |
| --------------------------- | --------- | -------------------------------------------------------------------------- | --- | --------------------- |
| - Estland                   | - Finland | - Wit-Rusland - Litouwen                                                   | - Letland | - Duitsland - IJsland |
| 5 punten                    | 4 punten  | 3 punten                                                                   | 2 punten | 1 punt                |
| - Cyprus - Polen - Slovenië | - Zweden  | - Bulgarije - Griekenland - Hongarije - Israël - Kroatië - Noord-Macedonië | - Bosnië en Herzegovina - Denemarken - Ierland - Noorwegen - Monaco - Portugal - Roemenië - Rusland - Servië en Montenegro | - Malta - Oostenrijk  |

#### Finale
| 12 punten           | 10 punten                       | 8 punten                                                  | 7 punten            | 6 punten                       |
| ------------------- | ------------------------------- | --------------------------------------------------------- | ------------------- | ------------------------------ |
| - Estland - Letland | - Wit-Rusland - Finland         | - Litouwen - Monaco                                       | - IJsland - Rusland | - Polen - Slovenië             |
| 5 punten            | 4 punten                        | 3 punten                                                  | 2 punten            | 1 punt                         |
| - Oekraïne - Zweden | - Cyprus - Duitsland - Portugal | - Griekenland - Ierland - Hongarije - Kroatië - Noorwegen | - Israël            | - Andorra - Denemarken - Malta |

### Punten gegeven door Zwitserland

#### Halve Finale
| 12 punten | Portugal        |
| 10 punten | Kroatië         |
| 8 punten  | Noord-Macedonië |
| 7 punten  | Denemarken      |
| 6 punten  | Oostenrijk      |
| 5 punten  | Noorwegen       |
| 4 punten  | Roemenië        |
| 3 punten  | Israël          |
| 2 punten  | Nederland       |
| 1 punt    | Hongarije       |

#### Finale
| 12 punten | Servië en Montenegro  |
| 10 punten | Albanië               |
| 8 punten  | Kroatië               |
| 7 punten  | Griekenland           |
| 6 punten  | Turkije               |
| 5 punten  | Bosnië en Herzegovina |
| 4 punten  | Spanje                |
| 3 punten  | Malta                 |
| 2 punten  | Noord-Macedonië       |
| 1 punt    | Israël                |

1956 · 1957 · 1958 · 1959 · 1960 · 1961 · 1962 · 1963 · 1964 · 1965 · 1966 · 1967 · 1968 · 1969 · 1970 · 1971 · 1972 · 1973 · 1974 · 1975 · 1976 · 1977 · 1978 · 1979 · 1980 · 1981 · 1982 · 1983 · 1984 · 1985 · 1986 · 1987 · 1988 · 1989 · 1990 · 1991 · 1992 · 1993 · 1994 · 1995 · 1996 · 1997 · 1998 · 1999 · 2000 · 2001 · 2002 · 2003 · 2004 · 2005 · 2006 · 2007 · 2008 · 2009 · 2010 · 2011 · 2012 · 2013 · 2014 · 2015 · 2016 · 2017 · 2018 · 2019 · 2020 · 2021 · 2022 · 2023 · 2024 · 2025